# Reggenza di Tebo
La reggenza di Tebo (in indonesiano: Kabupaten Tebo) è una reggenza dell'Indonesia, situata nella provincia di Jambi.
Il capoluogo della reggenza è Muara Tebo.